# Hugo Black
Hugo Black (Ashland, 1886. február 27. – Bethesda, 1971. szeptember 25.) az Amerikai Egyesült Államok szenátora (Alabama, 1927–1937).